# Isocanace atra
Isocanace atra är en tvåvingeart som först beskrevs av Wirth 1964.  Isocanace atra ingår i släktet Isocanace och familjen Canacidae. Inga underarter finns listade i Catalogue of Life.